# Clubiona
Clubiona is een geslacht van spinnen uit de  familie van de Clubionidae (struikzakspinnen).

## Soorten
- Clubiona yaoi Yu & Li, 2019[1]
- Clubiona subrama Yu & Li, 2019[1]
- Clubiona subyaginumai Yu & Li, 2019[1]
- Clubiona quadrata Yu & Li, 2019[1]
- Clubiona subkuu Yu & Li, 2019[1]
- Clubiona zhengi Yu & Li, 2019[1]
- Clubiona cheni Yu & Li, 2019[1]
- Clubiona subquebecana Yu & Li, 2019[1]
- Clubiona abbajensis Strand, 1906
  - Clubiona abbajensis karisimbiensis Strand, 1916
  - Clubiona abbajensis kibonotensis Lessert, 1921
  - Clubiona abbajensis maxima Strand, 1906
- Clubiona abboti L. Koch, 1866
  - Clubiona abboti abbotoides Chamberlin & Ivie, 1946
- Clubiona abnormis Dankittipakul, 2008
- Clubiona acanthocnemis Simon, 1906
- Clubiona achilles Hogg, 1896
- Clubiona acies Nicolet, 1849
- Clubiona aciformis Zhang & Hu, 1991
- Clubiona aculeata Zhang, Zhu & Song, 2007
- Clubiona adjacens Gertsch & Davis, 1936
- Clubiona aducta Simon, 1932
- Clubiona africana Lessert, 1921
- Clubiona akagiensis Hayashi, 1985
- Clubiona alexeevi Mikhailov, 1990
- Clubiona aliceae Chickering, 1937
- Clubiona allotorta Dankittipakul & Singtripop, 2008
- Clubiona alluaudi Simon, 1898
- Clubiona alpicola Kulczynski, 1882
  - Clubiona alpicola affinis Schenkel, 1925
- Clubiona alticola Dankittipakul & Singtripop, 2008
- Clubiona altissimoides Liu et al., 2007
- Clubiona altissimus Hu, 2001
- Clubiona alveolata L. Koch, 1873
- Clubiona amurensis Mikhailov, 1990
- Clubiona analis Thorell, 1895
- Clubiona andreinii Caporiacco, 1936
- Clubiona angulata Dondale & Redner, 1976
- Clubiona annuligera Lessert, 1929
- Clubiona anwarae Biswas & Raychaudhuri, 1996
- Clubiona apiata Urquhart, 1893
- Clubiona applanata Liu et al., 2007
- Clubiona aspidiphora Simon, 1910
- Clubiona asrevida Ono, 1992
- Clubiona auberginosa Zhang et al., 1997
- Clubiona australiaca Kolosváry, 1934
- Clubiona baborensis Denis, 1937
- Clubiona bachmaensis Ono, 2009
- Clubiona bagerhatensis Biswas & Raychaudhuri, 1996
- Clubiona baimaensis Song & Zhu, 1991
- Clubiona baishishan Zhang, Zhu & Song, 2003
- Clubiona bakurovi Mikhailov, 1990
- Clubiona bandoi Hayashi, 1995
- Clubiona basarukini Mikhailov, 1990
- Clubiona bashkirica Mikhailov, 1992
- Clubiona bengalensis Biswas, 1984
- Clubiona bevisi Lessert, 1923
- Clubiona biaculeata Simon, 1897
- Clubiona biembolata Deeleman-Reinhold, 2001
- Clubiona bifissurata Kritscher, 1966
- Clubiona bishopi Edwards, 1958
- Clubiona blesti Forster, 1979
- Clubiona bonicula Ono, 1994
- Clubiona boxaensis Biswas & Biswas, 1992
- Clubiona brevipes Blackwall, 1841
- Clubiona bryantae Gertsch, 1941
- Clubiona bukaea (Barrion & Litsinger, 1995)
- Clubiona cada Forster, 1979
- Clubiona caerulescens L. Koch, 1867
- Clubiona californica Fox, 1938
- Clubiona caliginosa Simon, 1932
- Clubiona cambridgei L. Koch, 1873
- Clubiona campylacantha Dankittipakul, 2008
- Clubiona canaca Berland, 1930
- Clubiona canadensis Emerton, 1890
- Clubiona canberrana Dondale, 1966
- Clubiona candefacta Nicolet, 1849
- Clubiona capensis Simon, 1897
- Clubiona caplandensis Strand, 1907
- Clubiona catawba Gertsch, 1941
- Clubiona chabarovi Mikhailov, 1991
- Clubiona chakrabartei Majumder & Tikader, 1991
- Clubiona charitonovi Mikhailov, 1990
- Clubiona charleneae Barrion & Litsinger, 1995
- Clubiona chathamensis Simon, 1905
- Clubiona chevalieri Berland, 1936
- Clubiona chikunii Hayashi, 1986
- Clubiona chippewa Gertsch, 1941
- Clubiona circulata Zhang & Yin, 1998
- Clubiona cirrosa Ono, 1989
- Clubiona citricolor Lawrence, 1952
- Clubiona clima Forster, 1979
- Clubiona complicata Banks, 1898
- Clubiona comta C. L. Koch, 1839
- Clubiona concinna (Thorell, 1887)
- Clubiona congentilis Kulczynski, 1913
- Clubiona consensa Forster, 1979
- Clubiona contaminata O. P.-Cambridge, 1872
- Clubiona contrita Forster, 1979
- Clubiona convoluta Forster, 1979
- Clubiona coreana Paik, 1990
- Clubiona corrugata Bösenberg & Strand, 1906
- Clubiona corticalis (Walckenaer, 1802)
  - Clubiona corticalis concolor Kulczynski, 1897
  - Clubiona corticalis nigra Simon, 1878
- Clubiona crouxi Caporiacco, 1935
- Clubiona cycladata Simon, 1909
- Clubiona cylindrata Liu et al., 2007
- Clubiona damirkovaci Deeleman-Reinhold, 2001
- Clubiona debilis Nicolet, 1849
- Clubiona decora Blackwall, 1859
- Clubiona deletrix O. P.-Cambridge, 1885
- Clubiona delicata Forster, 1979
- Clubiona desecheonis Petrunkevitch, 1930
- Clubiona deterrima Strand, 1904
- Clubiona didentata Zhang & Yin, 1998
- Clubiona dikita Barrion & Litsinger, 1995
- Clubiona diniensis Simon, 1878
- Clubiona distincta Thorell, 1887
- Clubiona diversa O. P.-Cambridge, 1862
- Clubiona drassodes O. P.-Cambridge, 1874
- Clubiona dubia O. P.-Cambridge, 1869
- Clubiona dunini Mikhailov, 2003
- Clubiona duoconcava Zhang & Hu, 1991
- Clubiona durbana Roewer, 1951
- Clubiona dyasia Gertsch, 1941
- Clubiona dysderiformis (Guérin, 1838)
- Clubiona elaphines Urquhart, 1893
- Clubiona ericius Chrysanthus, 1967
- Clubiona eskovi Mikhailov, 1995
- Clubiona estes Edwards, 1958
- Clubiona esuriens Thorell, 1897
- Clubiona evoronensis Mikhailov, 1995
- Clubiona excavata (Rainbow, 1920)
- Clubiona excisa O. P.-Cambridge, 1898
- Clubiona ezoensis Hayashi, 1987
- Clubiona facilis O. P.-Cambridge, 1910
- Clubiona falcate Tang, Song & Zhu, 2005
- Clubiona filicata O. P.-Cambridge, 1874
- Clubiona filifera Dankittipakul, 2008
- Clubiona filoramula Zhang & Yin, 1998
- Clubiona flavocincta Nicolet, 1849
- Clubiona forcipa Yang, Song & Zhu, 2003
- Clubiona frisia Wunderlich & Schuett, 1995
- Clubiona frutetorum L. Koch, 1867
- Clubiona furcata Emerton, 1919
- Clubiona fusoidea Zhang, 1992
- Clubiona fuzhouensis Gong, 1985
- Clubiona gallagheri Barrion & Litsinger, 1995
- Clubiona genevensis L. Koch, 1866
- Clubiona germanica Thorell, 1871
- Clubiona gertschi Edwards, 1958
- Clubiona gilva O. P.-Cambridge, 1872
- Clubiona giulianetti Rainbow, 1898
- Clubiona glatiosa Saito, 1934
- Clubiona godfreyi Lessert, 1921
- Clubiona golovatchi Mikhailov, 1990
- Clubiona gongi Zhang et al., 1997
- Clubiona governetonis Roewer, 1928
- Clubiona guianensis Caporiacco, 1947
- Clubiona haeinsensis Paik, 1990
- Clubiona haplotarsa Simon, 1910
- Clubiona hatamensis (Thorell, 1891)
- Clubiona haupti Tang, Song & Zhu, 2005
- Clubiona hedini Schenkel, 1936
- Clubiona helenae Mikhailov, 2003
- Clubiona helva Simon, 1897
- Clubiona heteroducta Zhang & Yin, 1998
- Clubiona heterosaca Yin et al., 1996
- Clubiona hilaris Simon, 1878
- Clubiona hindu Deeleman-Reinhold, 2001
- Clubiona hitchinsi Saaristo, 2002
- Clubiona hoffmanni Schenkel, 1937
- Clubiona hugispaa Barrion & Litsinger, 1995
- Clubiona hugisva Barrion & Litsinger, 1995
- Clubiona hummeli Schenkel, 1936
- Clubiona hundeshageni Strand, 1907
- Clubiona huttoni Forster, 1979
- Clubiona hwanghakensis Paik, 1990
- Clubiona hyrcanica Mikhailov, 1990
- Clubiona hysgina Simon, 1889
- Clubiona hystrix Berland, 1938
- Clubiona iharai Ono, 1995
- Clubiona ikedai Ono, 1992
- Clubiona inaensis Hayashi, 1989
- Clubiona inquilina Deeleman-Reinhold, 2001
- Clubiona insulana Ono, 1989
- Clubiona interjecta L. Koch, 1879
- Clubiona irinae Mikhailov, 1991
- Clubiona janae Edwards, 1958
- Clubiona japonica L. Koch, 1878
- Clubiona japonicola Bösenberg & Strand, 1906
- Clubiona jiulongensis Zhang, Yin & Kim, 1996
- Clubiona johnsoni Gertsch, 1941
- Clubiona jucunda (Karsch, 1879)
- Clubiona juvenis Simon, 1878
- Clubiona kagani Gertsch, 1941
- Clubiona kaltenbachi Kritscher, 1966
- Clubiona kapataganensis Barrion & Litsinger, 1995
- Clubiona kasanensis Paik, 1990
- Clubiona kastoni Gertsch, 1941
- Clubiona kasurensis Mukhtar & Mushtaq, 2005
- Clubiona katioryza Barrion & Litsinger, 1995
- Clubiona kayashimai Ono, 1994
- Clubiona kiboschensis Lessert, 1921
- Clubiona kigabensis Strand, 1915
- Clubiona kimyongkii Paik, 1990
- Clubiona kiowa Gertsch, 1941
- Clubiona komissarovi Mikhailov, 1992
- Clubiona kowong Chrysanthus, 1967
- Clubiona krisisensis Barrion & Litsinger, 1995
- Clubiona kropfi Zhang, Zhu & Song, 2003
- Clubiona kuanshanensis Ono, 1994
- Clubiona kularensis Marusik & Koponen, 2002
- Clubiona kulczynskii Lessert, 1905
- Clubiona kumadaorum Ono, 1992
- Clubiona kunashirensis Mikhailov, 1990
- Clubiona kurenshikovi Mikhailov, 1995
- Clubiona kurilensis Bösenberg & Strand, 1906
- Clubiona kurosawai Ono, 1986
- Clubiona lamina Zhang, Zhu & Song, 2007
- Clubiona langei Mikhailov, 1991
- Clubiona latericia Kulczynski, 1926
- Clubiona laticeps O. P.-Cambridge, 1885
- Clubiona latitans Pavesi, 1883
- Clubiona laudabilis Simon, 1909
- Clubiona laudata O. P.-Cambridge, 1885
- Clubiona lawrencei Roewer, 1951
- Clubiona lena Bösenberg & Strand, 1906
- Clubiona leonilae Barrion & Litsinger, 1995
- Clubiona leptosa Zhang et al., 1997
- Clubiona leucaspis Simon, 1932
- Clubiona limpida Simon, 1897
- Clubiona limpidella Strand, 1907
- Clubiona linea Xie et al., 1996
- Clubiona linzhiensis Hu, 2001
- Clubiona lirata Yang, Song & Zhu, 2003
- Clubiona littoralis Banks, 1895
- Clubiona logunovi Mikhailov, 1990
- Clubiona longipes Nicolet, 1849
- Clubiona luapalana Giltay, 1935
- Clubiona ludhianaensis Tikader, 1976
- Clubiona lutescens Westring, 1851
- Clubiona lyriformis Song & Zhu, 1991
- Clubiona maculata Roewer, 1951
- Clubiona mahensis Simon, 1893
- Clubiona mandibularis Lucas, 1846
- Clubiona mandschurica Schenkel, 1953
- Clubiona manshanensis Zhu & An, 1988
- Clubiona maracandica Kroneberg, 1875
- Clubiona maritima L. Koch, 1867
- Clubiona marmorata L. Koch, 1866
- Clubiona marna Roddy, 1966
- Clubiona marusiki Mikhailov, 1990
- Clubiona maya Hayashi & Yoshida, 1991
- Clubiona maysangarta Barrion & Litsinger, 1995
- Clubiona mayumiae Ono, 1993
- Clubiona mazandaranica Mikhailov, 2003
- Clubiona medog Zhang, Zhu & Song, 2007
- Clubiona melanosticta Thorell, 1890
- Clubiona melanothele Thorell, 1895
- Clubiona meraukensis Chrysanthus, 1967
- Clubiona microsapporensis Mikhailov, 1990
- Clubiona mikhailovi Deeleman-Reinhold, 2001
- Clubiona mimula Chamberlin, 1928
- Clubiona minor Wunderlich, 1987
- Clubiona minuscula Nicolet, 1849
- Clubiona minuta Nicolet, 1849
- Clubiona mixta Emerton, 1890
- Clubiona modesta L. Koch, 1873
- Clubiona moesta Banks, 1896
- Clubiona moralis Song & Zhu, 1991
- Clubiona mordica O. P.-Cambridge, 1898
- Clubiona mujibari Biswas & Raychaudhuri, 1996
- Clubiona munda Thorell, 1887
- Clubiona munis Simon, 1909
- Clubiona mutata Gertsch, 1941
- Clubiona mutilata Bösenberg & Strand, 1906
- Clubiona mykolai Mikhailov, 2003
- Clubiona nataliae Trilikauskas, 2007
- Clubiona natalica Simon, 1897
- Clubiona neglecta O. P.-Cambridge, 1862
- Clubiona neglectoides Bösenberg & Strand, 1906
- Clubiona nemorum Ledoux, 2004
- Clubiona nenilini Mikhailov, 1995
- Clubiona neocaledonica Berland, 1924
- Clubiona newnani Ivie & Barrows, 1935
- Clubiona nicholsi Gertsch, 1941
- Clubiona nicobarensis Tikader, 1977
- Clubiona nigromaculosa Blackwall, 1877
- Clubiona nilgherina Simon, 1906
- Clubiona ningpoensis Schenkel, 1944
- Clubiona nollothensis Simon, 1910
- Clubiona norvegica Strand, 1900
- Clubiona notabilis L. Koch, 1873
- Clubiona obesa Hentz, 1847
- Clubiona octoginta Dankittipakul, 2008
- Clubiona odelli Edwards, 1958
- Clubiona odesanensis Paik, 1990
- Clubiona ogatai Ono, 1995
- Clubiona oligerae Mikhailov, 1995
- Clubiona opeongo Edwards, 1958
- Clubiona orientalis Mikhailov, 1995
- Clubiona oteroana Gertsch, 1941
- Clubiona ovalis Zhang, 1991
- Clubiona pacifica Banks, 1896
- Clubiona pahilistapyasea Barrion & Litsinger, 1995
- Clubiona paiki Mikhailov, 1991
- Clubiona pala Deeleman-Reinhold, 2001
- Clubiona pallidula (Clerck, 1757)
- Clubiona pantherina Chrysanthus, 1967
- Clubiona papillata Schenkel, 1936
- Clubiona papuana Chrysanthus, 1967
- Clubiona paralena Mikhailov, 1995
- Clubiona parallela Hu & Li, 1987
- Clubiona parallelos Yin et al., 1996
- Clubiona paranghinlalakirta Barrion & Litsinger, 1995
- Clubiona parangunikarta Barrion & Litsinger, 1995
- Clubiona parconcinna Deeleman-Reinhold, 2001
- Clubiona parvula Saito, 1933
- Clubiona pashabhaii Patel & Patel, 1973
- Clubiona peculiaris L. Koch, 1873
- Clubiona phansa Strand, 1911
- Clubiona phragmitis C. L. Koch, 1843
- Clubiona phragmitoides Schenkel, 1963
- Clubiona picturata Deeleman-Reinhold, 2001
- Clubiona pikei Gertsch, 1941
- Clubiona plumbi Gertsch, 1941
- Clubiona pogonias Simon, 1906
- Clubiona pomoa Gertsch, 1941
- Clubiona pongolensis Lawrence, 1952
- Clubiona pototanensis Barrion & Litsinger, 1995
- Clubiona praematura Emerton, 1909
- Clubiona procera Chrysanthus, 1967
- Clubiona procteri Gertsch, 1941
- Clubiona producta Forster, 1979
- Clubiona propinqua L. Koch, 1879
- Clubiona proszynskii Mikhailov, 1995
- Clubiona pruvotae Berland, 1930
- Clubiona pseudogermanica Schenkel, 1936
- Clubiona pseudomaxillata Hogg, 1915
- Clubiona pseudominor Wunderlich, 1987
- Clubiona pseudoneglecta Wunderlich, 1994
- Clubiona pseudopteroneta Raven & Stumkat, 2002
- Clubiona pseudosaxatilis Mikhailov, 1992
- Clubiona pseudosimilis Mikhailov, 1990
- Clubiona pterogona Yang, Song & Zhu, 2003
- Clubiona pteronetoides Deeleman-Reinhold, 2001
- Clubiona puera Nicolet, 1849
- Clubiona pupillaris Lawrence, 1938
- Clubiona pupula Thorell, 1897
- Clubiona pygmaea Banks, 1892
- Clubiona pyrifera Schenkel, 1936
- Clubiona qini Tang, Song & Zhu, 2005
- Clubiona qiyunensis Xu, Yang & Song, 2003
- Clubiona quebecana Dondale & Redner, 1976
- Clubiona rainbowi Roewer, 1951
- Clubiona rama Dankittipakul & Singtripop, 2008
- Clubiona ramoiensis (Thorell, 1881)
- Clubiona rava Simon, 1886
- Clubiona reclusa O. P.-Cambridge, 1863
- Clubiona rethymnonis Roewer, 1928
- Clubiona revillioidi Lessert, 1936
- Clubiona rhododendri Barrows, 1945
- Clubiona rileyi Gertsch, 1941
- Clubiona riparia L. Koch, 1866
- Clubiona risbeci Berland, 1930
- Clubiona rivalis Pavesi, 1883
- Clubiona robusta L. Koch, 1873
- Clubiona roeweri Caporiacco, 1940
- Clubiona rosserae Locket, 1953
- Clubiona rostrata Paik, 1985
- Clubiona rothschildi Berland, 1922
- Clubiona ruandana Strand, 1916
- Clubiona ruffoi Caporiacco, 1940
- Clubiona rumpiana Lawrence, 1952
- Clubiona rybini Mikhailov, 1992
- Clubiona ryukyuensis Ono, 1989
- Clubiona saltitans Emerton, 1919
- Clubiona saltuum Kulczynski, 1898
- Clubiona samoensis Berland, 1929
- Clubiona sapporensis Hayashi, 1986
- Clubiona saurica Mikhailov, 1992
- Clubiona savesi Berland, 1930
- Clubiona saxatilis L. Koch, 1867
- Clubiona scandens Deeleman-Reinhold, 2001
- Clubiona scatula Forster, 1979
- Clubiona scenica Nicolet, 1849
- Clubiona semicircularis Tang, Song & Zhu, 2005
- Clubiona sertungensis Hayashi, 1996
- Clubiona shillongensis Majumder & Tikader, 1991
- Clubiona sichotanica Mikhailov, 2003
- Clubiona sigillata Lawrence, 1952
- Clubiona silvestris Deeleman-Reinhold, 2001
- Clubiona similis L. Koch, 1867
- Clubiona sjostedti Lessert, 1921
  - Clubiona sjostedti spinigera Lessert, 1921
- Clubiona sopaikensis Paik, 1990
- Clubiona sparassella Strand, 1909
- Clubiona spiralis Emerton, 1909
- Clubiona stagnatilis Kulczynski, 1897
- Clubiona stiligera Deeleman-Reinhold, 2001
- Clubiona straminea O. P.-Cambridge, 1872
- Clubiona subborealis Mikhailov, 1992
- Clubiona submaculata (Thorell, 1891)
- Clubiona subnotabilis Strand, 1907
- Clubiona subparallela Zhang, Zhu & Song, 2007
- Clubiona subrostrata Zhang & Hu, 1991
- Clubiona subsultans Thorell, 1875
- Clubiona subtilis L. Koch, 1867
- Clubiona subtrivialis Strand, 1906
- Clubiona suthepica Dankittipakul, 2008
- Clubiona tabupumensis Petrunkevitch, 1914
- Clubiona taiwanica Ono, 1994
- Clubiona tanikawai Ono, 1989
- Clubiona tateyamensis Hayashi, 1989
- Clubiona tenera (Thorell, 1890)
- Clubiona tengchong Zhang, Zhu & Song, 2007
- Clubiona ternatensis (Thorell, 1881)
- Clubiona terrestris Westring, 1851
- Clubiona thorelli Roewer, 1951
- Clubiona tiantongensis Zhang, Yin & Kim, 1996
- Clubiona tikaderi Majumder & Tikader, 1991
- Clubiona tongdaoensis Zhang et al., 1997
- Clubiona topakea Barrion & Litsinger, 1995
- Clubiona torta Forster, 1979
- Clubiona tortuosa Zhang & Yin, 1998
- Clubiona transbaicalica Mikhailov, 1992
- Clubiona transversa Zhang & Yin, 1998
- Clubiona trivialis C. L. Koch, 1843
- Clubiona tsurusakii Hayashi, 1987
- Clubiona uenoi Ono, 1986
- Clubiona umbilensis Lessert, 1923
- Clubiona unanoa Barrion & Litsinger, 1995
- Clubiona unikarta Barrion & Litsinger, 1995
- Clubiona upoluensis Marples, 1964
- Clubiona vachoni Lawrence, 1952
- Clubiona vacuna L. Koch, 1873
- Clubiona valens Simon, 1897
- Clubiona vegeta Simon, 1918
- Clubiona venatoria Rainbow & Pulleine, 1920
- Clubiona venusae Barrion & Litsinger, 1995
- Clubiona venusta Paik, 1985
- Clubiona victoriaensis Barrion & Litsinger, 1995
- Clubiona vigil Karsch, 1879
- Clubiona vigillella Strand, 1918
- Clubiona violaceovittata Schenkel, 1936
- Clubiona viridula Ono, 1989
- Clubiona wolongica Zhu & An, 1999
- Clubiona wunderlichi Mikhailov, 1992
- Clubiona yaginumai Hayashi, 1989
- Clubiona yangmingensis Hayashi & Yoshida, 1993
- Clubiona yaroslavi Mikhailov, 2003
- Clubiona yasudai Ono, 1991
- Clubiona yoshidai Hayashi, 1989
- Clubiona zacharovi Mikhailov, 1991
- Clubiona zandstrai Barrion & Litsinger, 1995
- Clubiona zhangmuensis Hu & Li, 1987
- Clubiona zhui Xu, Yang & Song, 2003
- Clubiona zilla Dönitz & Strand, 1906
- Clubiona zimmermanni Marples, 1964
- Clubiona zyuzini Mikhailov, 1995